# Estatua del Oso y el Madroño
La estatua del Oso y el Madroño es una escultura de Antonio Navarro Santafé que se encuentra en la ciudad española de Madrid. Representa las armas heráldicas de la villa. Fue colocada el 10 de enero de 1967 en la cara oriental de la Puerta del Sol, entre las calles de Alcalá y Carrera de San Jerónimo.

## Descripción

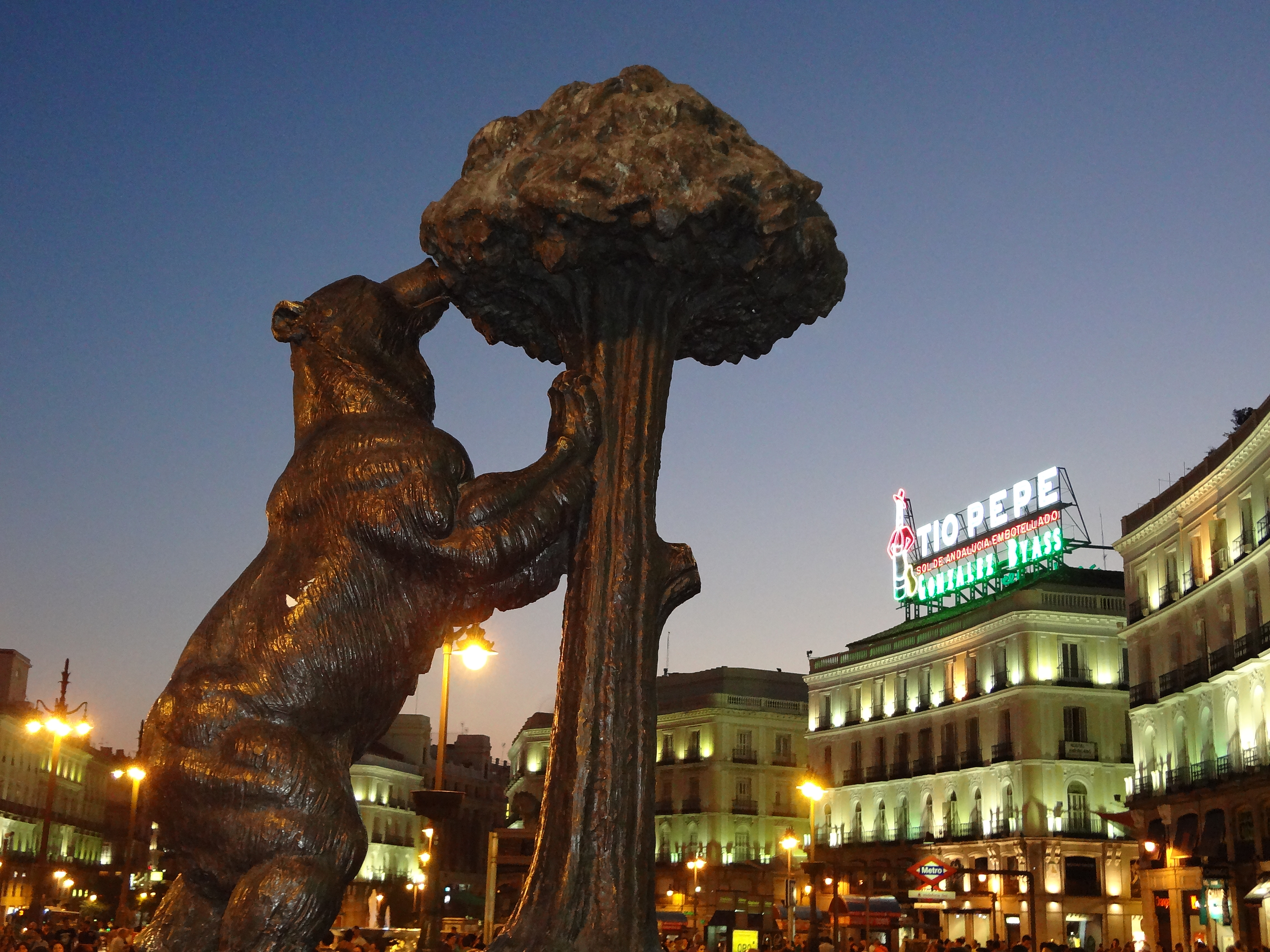
El Oso y el Madroño y el anuncio de Tío Pepe al fondo.

La estatua del oso y del madroño está realizada en piedra y bronce. Pesa 
aproximadamente 20 toneladas y mide 4 m de altura. Descansa sobre un pedestal cúbico escalonado, hecho en granito.
Representa de forma realista las armas heráldicas de Madrid, con el madroño superando en altura al oso y este apoyando sus manos sobre el tronco y dirigiendo sus fauces hacia uno de los frutos. Según relata el escultor, se inspiró en un oso pardo macho de la Casa de Fieras del Retiro capturado en los Picos de Europa. El oso no tiene atributos masculinos visibles —al igual que los leones del Congreso de los Diputados—, presumiblemente están ocultos entre el frondoso pelo.

## Historia
La estatua es obra del escultor Antonio Navarro Santafé y se inauguró el 10 
de enero de 1967. Fue promovida por la sección de Cultura del Ayuntamiento de Madrid, que quiso representar monumentalmente los principales símbolos heráldicos de la ciudad y de España. Tuvo un coste de 200 000 pesetas.
La primera aparición de un oso rampante y de un madroño frutado en el escudo de la villa se sitúa en el siglo XIII. Con anterioridad, las armas incorporaban únicamente a un oso en actitud pasante, sustituido a partir del citado siglo por las dos actuales figuras. 
Con este cambio se quiso simbolizar la resolución adoptada por el municipio y el Cabildo de Curas y Beneficiarios, tras un largo litigio por el control de los pastos y árboles de las tierras madrileñas. Según este acuerdo, los primeros pasaron a ser propiedad del Cabildo y los segundos del Concejo de Madrid. De ahí que se modificasen las armas, con la inclusión de un madroño y de una nueva postura para el oso, irguiéndose sobre el árbol.
La escultura siempre ha estado en la Puerta del Sol, aunque con dos ubicaciones diferentes dentro de la plaza. Hasta 1986 estuvo situada en el lado oriental de la misma, en las inmediaciones del edificio que se levanta entre la calle de Alcalá y la Carrera de san Jerónimo. En ese año fue trasladada al inicio de la calle del Carmen, en el contexto de las obras de reforma y remodelación de la plaza impulsadas por el alcalde Enrique Tierno Galván. En septiembre de 2009, con la renovación integral de la plaza promovida por Alberto Ruiz-Gallardón, volvió a su emplazamiento original. En abril de 2023 con ocasión de la reforma que se llevó a cabo en la plaza ese año, se trasladó nuevamente, esta vez al extremo oriental de la nueva alineación de bancos situada en el arco norte de la plaza.